# Język dong
Język dong, kam (język chiński 侗語 dongyŭ) – język należący do rodziny języków dajskich, używany przez około 1,5 miliona osób z grupy etnicznej Dong w południowych Chinach. Ethnologue wyróżnia dwie główne odmiany, północną i południową, traktując je jako odrębne języki. Oba warianty są tonalne, posiadają 9 tonów.